# Надлацька сільська територіальна громада
Надлацька сільська громада — територіальна громада в Україні, в Голованівському районі Кіровоградської області. Адміністративний центр — село Надлак.
Площа громади — 267,2 км², населення — 4 311 мешканців (2020).

## Населені пункти
У складі громади 13 сіл:
- Вільшанка
- Вукитичеве
- Жеванівка
- Іванівка
- Калинівка
- Кальниболота
- Кіндратівка
- Надлак
- Низове
- Покровка
- Приют
- Тимофіївка
- Шляхове